# Бериоли (Савона)
Бериоли је насеље у Италији у округу Савона, региону Лигурија.
Према процени из 2011. у насељу је живело 29 становника. Насеље се налази на надморској висини од 388 м.